# Highsnobiety
Highsnobiety je streetwear blog, medijska marka i produkcijska agencija koju je 2005. godine osnovao David Fischer. Obuhvaća trendove i vijesti o modi, umjetnosti, glazbi i kulturi, a sjedište joj je u Berlinu. Uz Berlin, Highsnobiety ima urede i u New York Cityju i Londonu, te zapošljavaju preko 100 ljudi. Prvo tiskano izdanje objavili su na ljeto 2010. godine. Godine 2018., Highsnobiety je dobio 8.5 milijuna dolara od londonskog davatelja rizičnog kapitala Felix Capitala. Mjesečno ima oko 500 milijuna posjeta, uključujući i društvene medije; glavna web stranica ima 8 milijuna jedinstvenih posjeta mjesečno.

## Nagrade i priznanja
- Nagrada Webby za kulturni blog/web stranicu (2017.)[7]
- Business of Fashion, BoF 500 najvećih u modnoj industriji (2017.)[8]

## Vanjske poveznice
- Službena stranica